# Kolton Miller
Kolton Daniel Miller (Redwood City, 9 ottobre 1995) è un giocatore di football americano statunitense che milita nel ruolo di offensive tackle per i Las Vegas Raiders della National Football League (NFL). Al college ha giocato per l'Università della California - Los Angeles (UCLA).

## Carriera universitaria
Miller nacque a Redwood City in California da Dan e Karrie Miller e insieme al fratello minore Chad frequentò la scuola superiore a Roseville. Al college giocò a football con gli UCLA Bruins dal 2014 al 2017. Disputò la prima gara come titolare nel 2015 dopo che Conor McDermott si infortunò contro California. Da quel momento rimase partente per il resto della carriera nel college football. Nel 2016 disputò 5 gare come titolare prima di infortunarsi contro Arizona e perdere il resto della stagione.  Dopo la stagione 2017, in cui fu selezionato nella seconda formazione ideale della Pac-12 Conference, Miller si dichiarò eleggibile per il Draft NFL.
Statistiche al college
| Stagione | Stagione | Stagione   | Stagione   | Stagione | Stagione | Fumble   | Fumble   | Fumble   |
| Anno     | Squadra  | Campionato | Conference | P        | PT       | Fum.     | F.P.     | F.F.     |
| -------- | -------- | ---------- | ---------- | -------- | -------- | -------- | -------- | -------- |
| 2014     | UCLA     | FBS Div. I | Pac-12     | 0        | 0        | redshirt | redshirt | redshirt |
| 2015     | UCLA     | FBS Div. I | Pac-12     | 13       | 5        | 0        | 0        | 0        |
| 2016     | UCLA     | FBS Div. I | Pac-12     | 5        | 5        | 0        | 0        | 0        |
| 2017     | UCLA     | FBS Div. I | Pac-12     | 12       | 12       | 0        | 0        | 0        |
| Totale   | Totale   | Totale     | Totale     | 30       | 22       | 0        | 0        | 0        |

Fonte: Football DB

## Carriera professionistica
Alla NFL Scouting Combine Miller fece registrare il record di sempre tra gli offensive lineman nel salto in lungo da fermo con 3,07 metri. Il 26 aprile 2018 fu scelto come 15º assoluto nel Draft NFL 2018 dagli Oakland Raiders. Debuttò come professionista partendo come titolare nella gara del primo turno contro i Los Angeles Rams. La sua prima stagione si chiuse disputando tutte le 16 partite come titolare.
Nella stagione successiva arrivò ai Raiders il veterano Trent Brown ma il capo-allenatore Jon Gruden annunciò che Miller sarebbe rimasto il tackle di sinistra titolare, mentre Brown sarebbe stato spostato a destra. Concluse la stagione giocando tutte le 16 partite dei Raiders.
Il 22 ottobre 2020 Miller fu messo nella lista riserve/COVID-19, e fu reinserito in squadra due giorni dopo. Concluse l'annata con 14 presenze, tutte da titolare.
Il 21 aprile 2021 Miller firmò un'estensione contrattuale triennale con i Raiders per un importo complessivo di 54 milioni di dollari, di cui 42,6 milioni garantiti, legandosi alla squadra fino a tutta la stagione 2025. Nella stagione 2021, la seconda a Las Vegas, giocò tutte le 17 gare stagionali da titolare. Mentre nella successiva stagione 2022 fece 16 presenze, tutte da titolare, dovendo saltare per un problema alla spalla la gara di settimana 11 contro i Denver Broncos.

Nella stagione 2023 per la prima volta nella sua carriera da professionista Miller non giocò tutte le partite stagionali, a causa di un infortunio alla spalla nella seconda parte di stagione che gli fece saltare quattro partite, e che richiese poi un intervento chirurgico al termine dell'annata. Terminò il suo anno con 13 presenze di cui 11 da titolare.
Il 23 luglio 2024 Miller fu inserito nella lista PUP (Physically Unable to Perform), a designare quindi una situazione di infortunio da recuperare. Tornó disponibile il 20 agosto. Nella stagione 2024 Miller giocò da titolare tutte le 17 partite dei Raiders.
Il 30 luglio 2025 Miller firmò un'estensione contrattuale triennale con i Raiders legandosi alla squadra nero argento fino a tutta la stagione 2028. L'importo di 66 milioni, di cui 42,5 milioni garantiti, portò il suo stipendio annuale a 22 milioni, facendolo entrare tra i primi dieci left tackle più pagati della lega.

## Statistiche

### Stagione regolare
| Stagione | Stagione | Stagione | Stagione | Fumble | Fumble | Fumble |
| Anno     | Squadra  | P        | PT       | Fum.   | F.P.   | F. F.  |
| -------- | -------- | -------- | -------- | ------ | ------ | ------ |
| 2018     | OAK      | 16       | 16       | 0      | 0      | 0      |
| 2019     | OAK      | 16       | 16       | 0      | 0      | 0      |
| 2020     | LV       | 14       | 14       | 0      | 0      | 0      |
| 2021     | LV       | 17       | 17       | 0      | 0      | 0      |
| 2022     | LV       | 16       | 16       | 0      | 0      | 0      |
| 2023     | LV       | 13       | 11       | 0      | 0      | 0      |
| 2024     | LV       | 17       | 17       | 0      | 0      | 0      |
| Totale   | Totale   | 109      | 107      | 0      | 0      | 0      |

### Playoff
| Stagione | Stagione | Stagione | Stagione | Fumble | Fumble | Fumble |
| Anno     | Squadra  | P        | PT       | Fum.   | F.P.   | F. F.  |
| -------- | -------- | -------- | -------- | ------ | ------ | ------ |
| 2021     | LV       | 1        | 1        | 0      | 0      | 0      |
| Totale   | Totale   | 1        | 1        | 0      | 0      | 0      |

Fonte: Football DB